# Semikha
La semikha (en hébreu סמיכה לרבנות, « imposition [des mains] pour [conférer] l'autorité rabbinique ») est le processus de transmission d'autorité au sein des enfants d'Israël, désignant un individu comme rabbin. 
La cérémonie, réalisée à l'origine par imposition des mains, a disparu aux alentours du IVe siècle ou, selon certains, du XIe siècle de l'ère commune. La semikhout (סמיכות), consistant en la remise d'un « diplôme rabbinique » par une institution ou une haute école rabbinique, est apparue dans les derniers siècles[évasif]. Visant à émuler l'ordination des prêtres, elle n'est pas uniformément appliquée. Parallèlement, plusieurs tentatives, relativement marginales au sein du monde juif, ont été menées pour ressusciter la semikha au cours des siècles.

## La semikha dans les sources juives

### Dans la Bible hébraïque
L'institution de la semikha naît du geste de Moïse qui transmet son autorité à Josué bin Noun en lui imposant ses mains au-devant du peuple et en présence d'Eléazar le Cohen Gadol. Il en fait de même avec les 70 Anciens. 
Ce geste est également mentionné dans le rituel de l'offrande en holocauste pour transmettre à un animal le poids des fautes de celui qui l'offre. Il s'agit dans les deux cas d'une transmission spirituelle médiée par un contact matériel.

### Dans la Mishna et les Talmuds
Selon le rite décrit par la Mishna sous le nom de semikha, une cour de trois personnes, dont une au moins possède une semikha, doit se tenir assemblée en terre d'Israël pour désigner un nouvel individu comme apte à recevoir l'autorité ; l'imposition des mains représente effectivement l'ordination. Le Talmud définit trois classes de semikhot : 
- yorè yorè (« décidera-t-il ? Il décidera ») permet à son récipiendaire de se prononcer sur des points de la vie quotidienne ainsi que sur les lois de permis et d'interdit (ces points sont actuellement couverts par les sections Orah Hayim et Yore Dea du Choulhan Aroukh)
- yadin yadin (« jugera-t-il ? Il jugera ») permet en outre de siéger dans les tribunaux pour trancher dans les litiges sur l'argent et les biens (ces points sont actuellement couverts par la section Hoshen Mishpat)
- yatir bekhorot yatir (« autorisera-t-il les premiers-nés ? Il autorisera ») est le degré le plus élevé, reconnaissant au récipiendaire l'autorité de se prononcer sur des points forts subtils comme la détermination du statut rituel des premiers-nés des animaux sur lesquels on observe une tache. Ce degré (qui n'est plus délivré de nos jours) requiert des connaissances vétérinaires étendues.

Seules les personnes ayant obtenu la semikha ont l'autorité de prendre des décisions religieuses et juridiques. De plus, elles seules peuvent porter le titre de rabbi ou ribbi (« mon maître »), les Sages de Babylone ne pouvant prétendre qu'à celui de rav (« maître »).
Bien que la semikha n'ait pas été mentionnée explicitement dans cet intervalle, la tradition juive suppose que la chaîne de transmission de Moïse jusqu'aux hommes de la Grande Assemblée et de ceux-ci à leurs disciples s'est effectuée par son biais sans interruption jusqu'à la chute du Second Temple de Jérusalem, au Ier siècle de l'ère commune.
À la suite de la révolte de Bar Kokhba, le pouvoir romain prend de nombreuses mesures pour affaiblir la Judée, parmi lesquelles la destitution du Sanhédrin et, selon le Talmud, l'interdiction de procéder aux semikhot, sous peine de mort pour tous ceux qui la donneraient ou l'accepteraient (et de destruction de la ville où la cérémonie se serait tenue). Le vénérable Juda ben Baba prend sur lui de transmettre la semikha à cinq disciples de Rabbi Akiva, récemment mort en martyr, préservant ainsi la tradition et payant de sa vie pour cela. Il crée de la sorte un précédent, où il suffit d'un rabbin pour ordonner un nouveau rabbin sans la présence d'une cour.
Selon les autorités médiévales, la semikha a disparu bien avant la clôture du Talmud, au temps de Hillel II (vers 360 EC). Toutefois, certains soutiennent qu'à l'instar des traditions crypto-juives parmi les convertis de force à d'autres religions, la semikha survit clandestinement et que des rabbins libanais et syriens se rendent encore en terre d'Israël au XIe siècle pour la recevoir.
En effet, divers prophètes, dont Élie, reçoivent le titre de Rabbi. D'autre part, de la sorte, on peut considérer que, comme toute personne transmettant son autorité l'a lui-même reçue, le rituel consigné dans le Talmud est la continuation de la semikha. C'est vraisemblablement à cette époque qu'il est décrété que seuls les possesseurs d'une semikha peuvent. 
L'imposition des mains représente effectivement l'ordination, tandis que selon d'autres, il est certain que Moïse a imposé les mains à Josué, mais dans les générations suivantes, ce geste n'était pas requis pour l'ordination, et la plupart des rabbins auraient conféré le titre de « Rabbi » au moyen d'une formule écrite et d'une cérémonie orale. Cette pratique était particulièrement répandue en Babylonie, car la semikha ne peut être faite qu'en terre d'Israël. Les maitres recevaient toutefois le titre de « Rav » et non de « Rabbi ». Les Sages de Babylone reconnaissaient la suprématie des Sages juifs de Palestine.

## Semikha post-talmudique

### Le déclin des semikhot classiques
Selon certains auteurs juifs qui se sont exprimés à ce sujet, parfois au cours du IVe siècle de notre ère, au temps de Hillel II, la semikha originale, avec tous les pouvoirs qu'elle accordait alors, a cessé d'exister (mais nous avons signalé que certains auteurs contestent le fait). 
Une minorité d'auteurs juifs maintiennent qu'une forme de la semikha originale a continué à se pratiquer en petit nombre jusqu'à une date aussi tardive que le XIe siècle de notre ère. 
Certains auteurs juifs se réfèrent à « la chaîne ininterrompue de transmission » et maintiennent que la lignée des semikhot ne s'est jamais brisée. Ils tracent une chaîne de personnes avec leurs noms allant de Moshé jusqu'au XXIe siècle, soutenant que la semikha s'est poursuivie par une transmission ininterrompue d'impositions des mains et/ou avec reconnaissance proclamée oralement du titre de rabbin, et surtout la transmission perpétuelle de l'enseignement de la Torah, l'esprit inspiré de la Torah, et de la tradition. 
Si la semikha classique n'a pas été conservée en secret, la méthode d'intronisation par bénédiction orale, la poignée de main et l'accolade accompagnées de la transmission de la Torah sont jugés comme ayant suffi pour combler la solution de continuité dans la chaîne historique jusqu'à ce que la semikha classique eût pu être reprise. 
Les Gueonim, sages de Babylone dans le judaïsme du haut Moyen Âge, ne possédait pas la semikha classique, mais étaient formellement reconnus comme « rabbins » et détenaient l'autorité pour prendre des décisions morales et religieuses. L'ordination rabbinique n'était pas été transmise par l'imposition des mains, mais au moyen d'une bénédiction orale, d'une poignée de main, et d'une nomination accompagnées d'une attestation écrite. 
Quelque temps après que la peste noire eut frappé l'Europe, la communauté juive subit l'influence de la façon dont étaient délivrés les diplômes que conféraient les universités de l'Europe chrétienne. Dans les régions correspondant actuellement à la France et l'Allemagne, les juifs ashkénazes recommencèrent à utiliser le terme de semikha, en se référant cette fois à un « diplôme » attribué par un enseignant à ses élèves et qui leur donnait le droit d'être appelé Mori (mon maître) . Une telle pratique fut d'abord mal vue par les juifs séfarades, qui la regardaient comme « présomptueuse et arrogante », et y voyaient une imitation des mœurs des Gentils (en l'occurrence, le doctorat d'université), mais finalement cette pratique fut adoptée aussi bien par la communauté juive séfarade.

### Tentatives pour faire revivre la semikha classique
Dans son Mishneh Torah, Maimonide énonce la règle que « si tous les sages En Israël s'accordaient à l'unanimité pour nommer des juges et les ordonner, ces nouveaux ordonnés disposeraient de toute l'autorité des juges ordonnés autrefois » (Hilchoth Sanhédrin 4:11). Depuis cette époque son code de loi a été accepté comme normatif par la majorité des érudits juifs, bien que cette section soit considérée généralement comme théorique, en particulier parce qu'il conclut que « la chose a besoin d'être décidée ». Le Sanhédrin de Rabbi Jacob Berab a proposé de l'adopter comme une loi à appliquer dans la pratique, en changeant des détails mineurs. Toutefois, puisque ce Sanhédrin ne peut avoir d'existence légale que si le point de vue de Maimonide est valide, on tourne en rond.

#### Tentative de Rabbi Jacob Berab en 1538
En 1538 Rabbi Jacob Berab de Safed, en Israël, essaya de rétablir la Semikha dans sa forme traditionnelle. Son intention était d'unifier les communautés juives dispersées en rétablissant le Sanhédrin. À son invitation, 25 rabbins de la terre d'Israël se réunirent et ordonnèrent Jacob Berab comme leur « grand rabbin ». Berab alors conféra la semikha par imposition des mains à quatre rabbins, dont Joseph Caro, qui allait devenir l'auteur du Shulchan Aruch, généralement considéré comme le code de loi juive le plus important à partir des années 1600. Joseph Caro, à son tour, ordonna Rabbi Moshe Alshich, qui à son tour ordonna Rabbi Hayim Vital. 
L'erreur de Berab était de ne pas avoir obtenu au préalable l'approbation des grands rabbins de Jérusalem, ce qui amena à une objection contre la possibilité d'avoir un Sanhédrin à ce moment-là. L'objection ne visait pas la semikha, mais la réinstitution d'un Sanhédrin. Levi ibn Habib, grand rabbin de Jérusalem, écrivit que lorsque le nouveau Sanhédrin s'était attribué à lui-même l'autorité d'un Sanhédrin, il aurait dû fixer immédiatement le calendrier. Mais, en repoussant l'affaire à plus tard, il s'était lui-même invalidé. Le rabbin David ibn abi Zimra (Ridvaz) en Égypte fut consulté, mais après la mort de Berab en 1542 la nouvelle forme de semikha disparut peu à peu.

#### Tentative par le rabbin Yisroel de Shklov, 1830
Dans les années 1830, Rav Yisroel de Shklov, un des principaux disciples du Gaon de Vilna qui s'était installé à Jérusalem, fit une nouvelle tentative pour ressusciter la semikha. Rav Yisroel s'intéressait à l'organisation d'un Sanhédrin, mais il accepta la décision de Levi ibn Habib et de David Ibn Abi Zimra selon laquelle nous ne pouvons pas créer semikha par nous-mêmes. 
À ce moment l'Empire turc s'effondrait, et perdait guerre après guerre contre la Russie, la Prusse, l'Autriche et d'autres puissances. Pour tenter de se moderniser, l'Empire turc s'ouvrit à un nombre de plus en plus grand de « conseillers » occidentaux. Pour la première fois la Péninsule Arabique et le Yémen leur étaient accessibles. Les scientifiques et les sociologues étaient convaincus qu'au Yémen se trouvaient des communautés qui avaient été coupés et isolées du monde occidental pendant des siècles. À l'époque, les principales revues scientifiques européennes envisageaient sérieusement que les survivants des « Dix Tribus » se trouveraient en fait au Yémen. 
Influencé par ce courant de pensée scientifique Rav Yisroel de Shklov souhaita mettre en pratique une proposition du Radvaz de recevoir la semikha de l'une des « Dix Tribus », en particulier Ruben et Gad. Rav Yisroel vit où il pensait que se trouvaient probablement les Bnei Reuven, et il envoya un émissaire, Pinchas Rav Baruch, pour les localiser (Sefer Halikutim à l'édition Shabsei Frankel de Rambam, Hilchos Sanhédrin 4:11). Malheureusement, Rav Baruch ne réussit pas à trouver le shevet de Reuven et soit il fut tué soit il mourut alors qu'il prodiguait des soins médicaux à des villageois yéménites pauvres. 
Un point intéressant de la loi juive se pose dans cette question soulevée par Rav Yisroel : comment la tribu de Ruben avait-elle pu maintenir vivante la semikha, puisqu'elle était en dehors de la Terre d'Israël et que la semikha ne peut être donnée que dans la Terre d'Israël. Il répondait que, puisque les Bnei Reuven avaient été séparés du reste de Klal Yisroel avant que cette décision fût acceptée, il n'y avait pas de raison de supposer qu'ils acceptaient une telle décision, et il y avait chance qu'ils eussent encore conservé vivante l'institution de la semikha.

### Tentative par le rabbin Aharon Mendel haCohen, 1901
Le rabbin Mendel recueillit l'approbation d'environ 500 rabbins éminents en faveur du renouvellement de la Semikha selon le point de vue de Maimonide. Son implication dans la fondation d'Agudath Israël et l'arrivée de la Première Guerre mondiale l'empêchèrent de se consacrer à la mise en œuvre de ce projet. 

### Tentative par le rabbin Zvi Kovsker, 1940
Rabbi Zvi Kovsker était arrivé en Israël en provenance de la Russie soviétique. Voyant la situation des Juifs dans les années qui ont précédé la Deuxième Guerre mondiale, il entreprit un effort pour prendre contact avec de nombreux dirigeants rabbiniques en Israël et travailler avec eux dans l'idée d'obtenir leur approbation pour le renouvellement de la Semikha, et le rétablissement d'un Sanhédrin, qui aurait constitué un gouvernement authentique pour le peuple juif (c'était avant la création de l'État d'Israël).

### Tentative par le rabbin Yehudah Leib Maimon, 1949
En 1948, avec la création de l'État moderne d'Israël, l'idée de restaurer la forme traditionnelle de la semikha et de rétablir un nouveau « Sanhédrin » devint populaire chez certains au sein de la communauté religieuse sioniste. Le Rabbin Yehuda Leib Maimon, le premier titulaire du ministère des affaires religieuses en Israël, fut le promoteur de cette idée. Un petit nombre de rabbins sionistes religieux appartenant au Conseil rabbinique d'Amérique du judaïsme orthodoxe moderne se prononcèrent en faveur de cette idée, certains rabbins dans le judaïsme conservateur pensèrent qu'une évolution positive était possible. Toutefois, la plupart des Juifs laïques, la plupart des Haredim, et la plupart des Juifs non-orthodoxes n'approuvèrent pas cet objectif. Isaac Herzog, à l'époque à l'époque, Grand Rabbin  ashkénaze d'Israël, hésitait à appuyer une telle idée, qui au bout du compte finit par disparaître.

### Tentative en Israël en 2004[13]
Le 13 octobre 2004, un groupe de rabbins orthodoxes de différents courants se sont réunis à Tibériade et se sont auto-proclamés Sanhédrin restauré (il s'agit de la sixième tentative dans l'histoire récente). La base pour le rétablissement de la semikha a été réalisée dans la halakha par le Sanhédrin du rabbin Jacob Berab comme le rappelle Rabbi Yossef Karo (auteur de Shulchan Aruch). Le groupe de Tibériade a essayé de tirer les leçons des erreurs de Jacob Berab en 1538 en contactant tous les rabbins d'Israël et non pas quelques rabbins locaux. Une élection a eu lieu, comme l'exige la halakha. Sept cents rabbins ont été contactés, soit personnellement soit par écrit et c'est le rabbin Moshe Halberstam de la Edah Charedis qui a été le premier à recevoir la semikha après que les rabbins Ovadiah Yosef et Yosef Shalom Eliashiv  l'eurent trouvé digne de cet honneur, mais il était trop vieux pour servir réellement de juge. Il a ensuite ordonné le rabbin Dov Levanoni, qui a ordonné de nouveaux rabbins. 
Cette tentative vise à améliorer la tentative du rabbin Jacob Berab en contactant sept cents rabbins à travers Israël ; on voit la différence avec Jacob Berab élu par vingt-cinq rabbins de Safed. Les membres actuels se comportent le plus souvent comme s'ils étaient là à titre provisoire et ont publiquement exprimé leur intention de se retirer lorsque des candidats plus dignes se présenteraient. Le rabbin Adin Steinsaltz, le Nassi du Sanhédrin, a dit qu'il serait heureux si, dans quelques années, ces chaires étaient occupées par des érudits plus compétents qu'eux, ce qui leur permettrait de dire : « Nous vous avons chauffé la place ».

## Parmi les rabbins actuels tous n'ont pas la semikha
À l'heure actuelle la plupart des rabbins en fonction dans une synagogue possèdent une semikha mais tout récemment encore ce n'était pas absolument exigé, et en fait bien des rabbins haredis ne sont pas soumis formellement à cette obligation, même s'ils occupent une situation importante comme rabbins et comme guides. La raison en est que ce qui compte avant tout dans les communautés qu'ils desservent et dirigent, c'est une maîtrise parfaite du Talmud avec une connaissance étendue des commentaires des Rishonim et des Acharonim ainsi que des Responsa, ajoutée à la connaissance du Shulchan Aruch et de la halakha (la « loi juive »). De nombreux rabbins hassidiques et Rosh yeshivas des grandes yeshivas orthodoxes ne sont pas tenus de « prouver » à leurs ouailles qu'ils possèdent ou ne possèdent pas une semikha en forme : leur réputation d'érudits de la Torah et de sages est en effet incontestable et estimée puisque fondée sur les recommandations de sages à qui on fait confiance ; les expériences et les relations que beaucoup de juifs qui étudient la Torah ont avec eux constituent dans la pratique une attestation qui repose sur l'expérience et prouve que ces grands rabbins sont en effet digne de recevoir cette appellation. Par exemple, le rabbin Yisrael Meir Kagan, également connu sous le nom de Chafetz Chayim, est probablement un des rabbins les plus célèbres du début du XXe siècle ; il a été reconnu comme un rabbin, ayant reçu une formation, mais il n'a pas eu de semikha jusqu'à ce qu'il eût été obligé de s'en servir comme une sorte de passeport. Il s'était rendu compte qu'à moins d'obtenir une attestation écrite de semikha, il ne pouvait pas sans mentir indiquer « rabbin » comme sa profession. Il a alors obtenu sa semikha par télégramme du rabbin Chaim Ozer Grodzinski de Vilnius, un arrangement inhabituel - surtout au début du XXe siècle. 
Actuellement, la plupart des poskim ont cependant une semikha. 
Au Royaume-Uni, un ministre communautaire qui ne possède pas de semikha porte le titre de « révérend » plutôt que de « rabbin ».

## La Semikha et les femmes
La Semikha est accessible aux femmes dans le judaïsme libéral, le judaïsme progressiste et dans le Mouvement Massorti ; elle leur est interdite dans le judaïsme orthodoxe et chez les Haredim. Très récemment, une branche progressiste, mais indépendante, du judaïsme orthodoxe moderne, a décidé de créer des institutions afin que les femmes puissent recevoir une Semikha. C'est le cas de Yeshivat Maharat, à New York, et du Beit Midrash Har El, en Israël.

## Situation en Allemagne
Dans le judaïsme allemand, les rabbins reçoivent leur Semikha et sont installés dans leur poste après une formation théologique ou des études dans une haute école talmudique. Pour le judaïsme libéral cette formation a lieu à (de) l’École supérieure Abraham-Geiger en liaison avec l'université de Potsdam. Pour les rabbins orthodoxes le lieu de formation est le séminaire rabbinique fondé à Berlin en 2009.
Les 13 et 14 septembre 2006 des rabbins libéraux ont été ordonnés dans la (de) Nouvelle Synagogue de Dresde ; c’était la première fois en Allemagne depuis la fin de la Seconde Guerre mondiale. Pour le judaïsme orthodoxe la première fête d'ordination en Allemagne a eu lieu le 2 juin 2009 à Munich dans la synagogue de la (de) Communauté cultuelle israélite de Munich et de Haute-Bavière.